# Domein de Vilain
Het Domein de Vilain, in de volksmond het Rattendaelepark genoemd, ligt vlak bij het dienstencentrum van Gentbrugge. Van het kasteel blijft de achthoekige toren en een deel van de omwalling over, in een intussen publiekelijk park. 

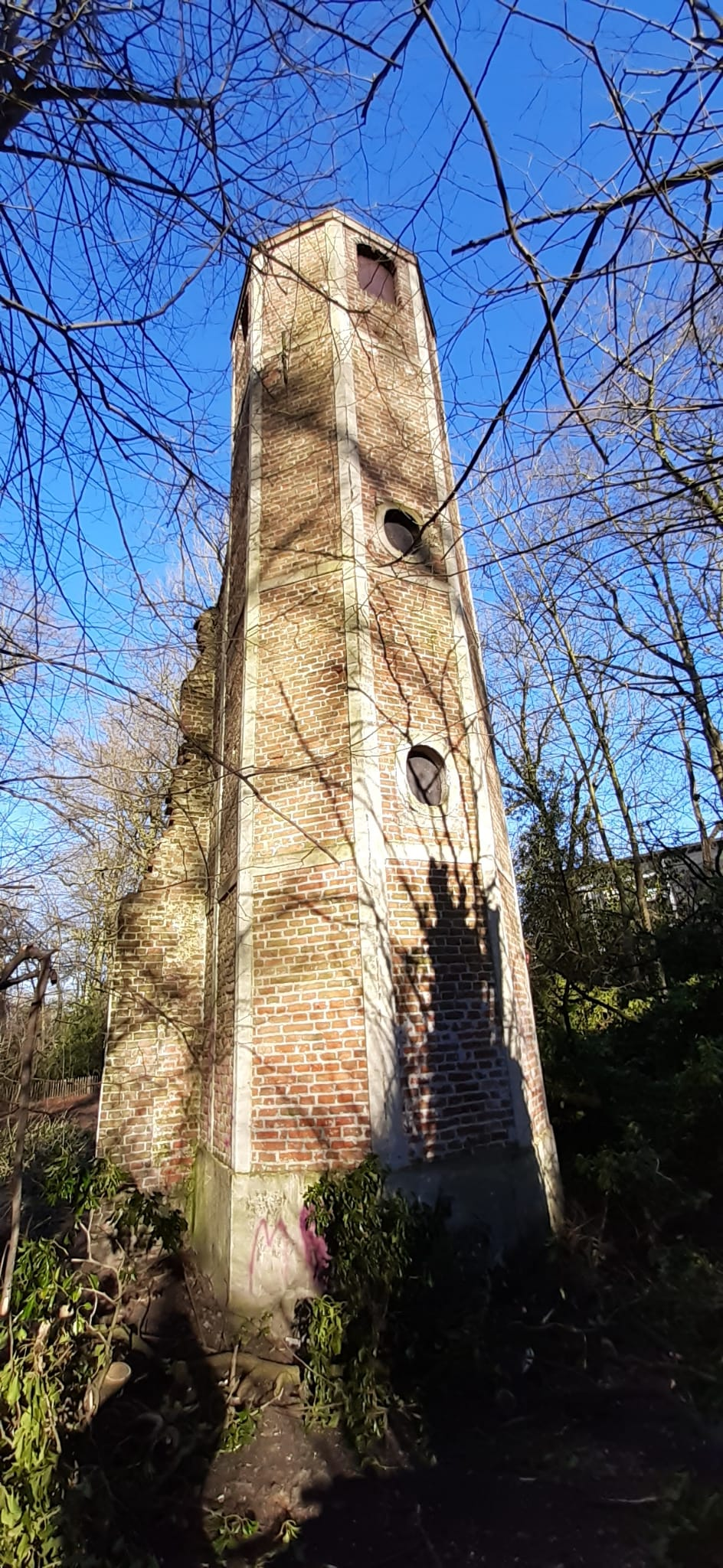
Een restant van kasteel de Vilain, de trappentoren.

## Geschiedenis
Het is niet geweten wie het kasteel aan de Braemkasteelstraat gebouwd heeft. Volgens een artikel uit La Libre Belgique van 13 augustus 1968 was het in 1566 -het jaar van de beeldenstorm- een trekpleister voor calvinisten.
In 1619 wordt Albin Vilain aangeduid als bewoner op een plan van Horenbault. Jaren later, in 1641 vermeldt de kaart van Hondius als het huis van Kannuniek Vilain (Domus Dni Canonici Vilain). Op de kaart van Hondius van het Braemkasteel staat "Domus triest, Dame de Rattendale" waarin hij verwijst naar Anne van der Beken, de echtgenote van Charles Triest. Hij was ooit eigenaar van zowel het Braemkasteel als het kasteel Vilain, waardoor de volksmond spreekt van kasteel Rattendale. 
Er is geen zicht op wie na Albin eigenaar werd van het kasteel, enkel wie de volgende bewoners werden na kanunnik Villain, zijnde de familie de Lichtervelde, graaf de Thiennes, graaf de Limbourg Stirum en Maria Theresia de Thiennes. In de 19de eeuw onderging het kasteel grondige verbouwingen en in 1885 koopt Hendrick Van der Stegen van de Gentse spinnerij La Lys het kasteel.
Notaris Paul Van Sandvoorde kocht het in 1919 van hem over. Toen hij overleed in 1940, kwam het kasteel in handen van de Openbare Onderstand van Gent. Het is het OCMW die een slopingsvergunning aanvroeg en het kasteel liet slopen. Restauratie was volgens het OCMWW uitgesloten aangezien er geen gegadigden waren om het pand te kopen. Het domein stelden ze ter beschikking van het publiek en het traptorentje werd gerestaureerd tot uitkijktoren. Vandaag staat het torentje er troosteloos, onafgewerkt en afgesloten bij. Het park wordt onderhouden en druk bezocht door de buurt en de scholen rondom. 

## Bouw
Het kasteel was ruim 22 meter breed. De achtkantige toren stond niet in het midden en was ingewerkt in het geheel en stak ongeveer 2,5 meter uit boven het kasteel maar kwam niet boven het dak uit. Het domein was omringd door een wal. In de volksmond, de "paardenwal" genoemd naar het oude verhaal dat er ooit een ridder met zijn paard in verdronken zou zijn. Het is meer aannemelijk dat men er de paarden in liet drinken. In 1905 is de wal gedempt. 

## Galerij

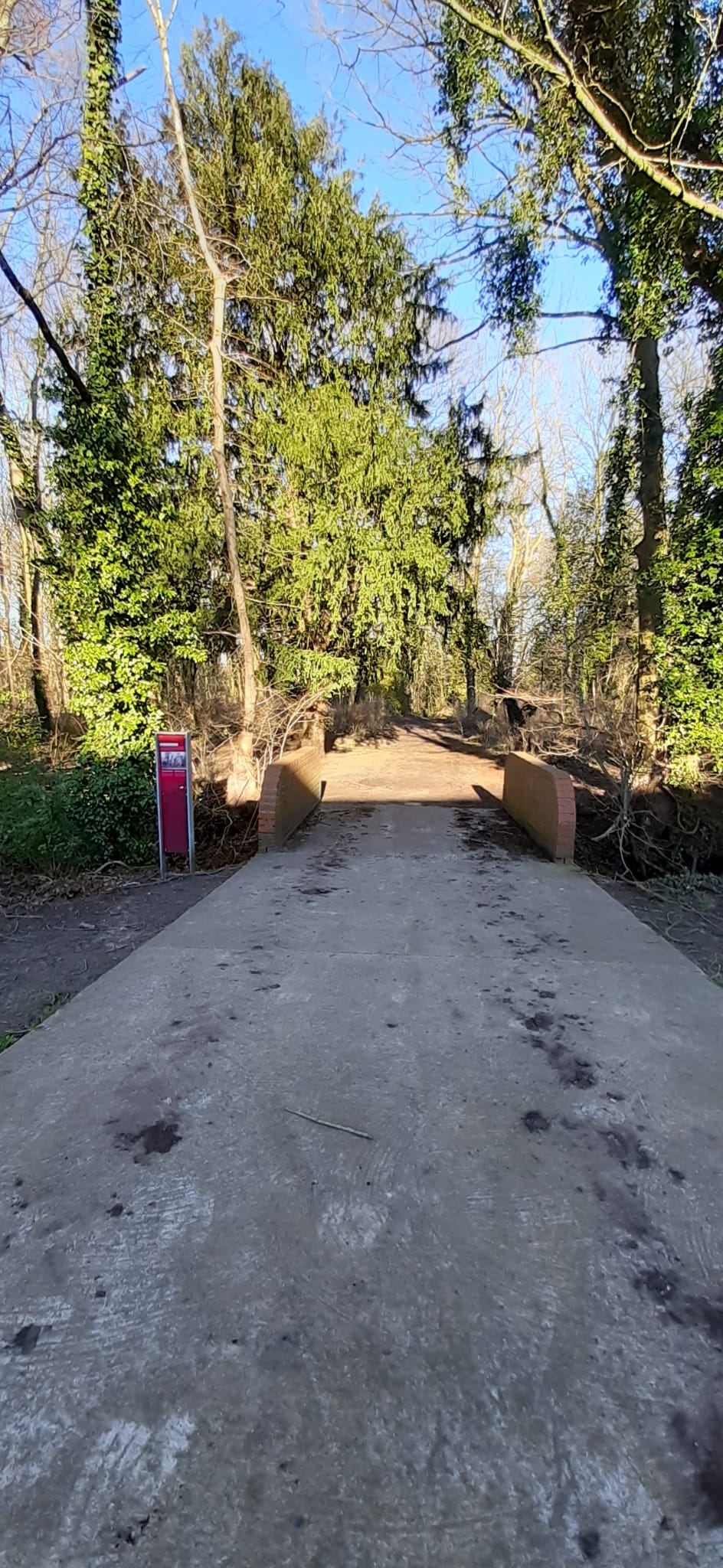
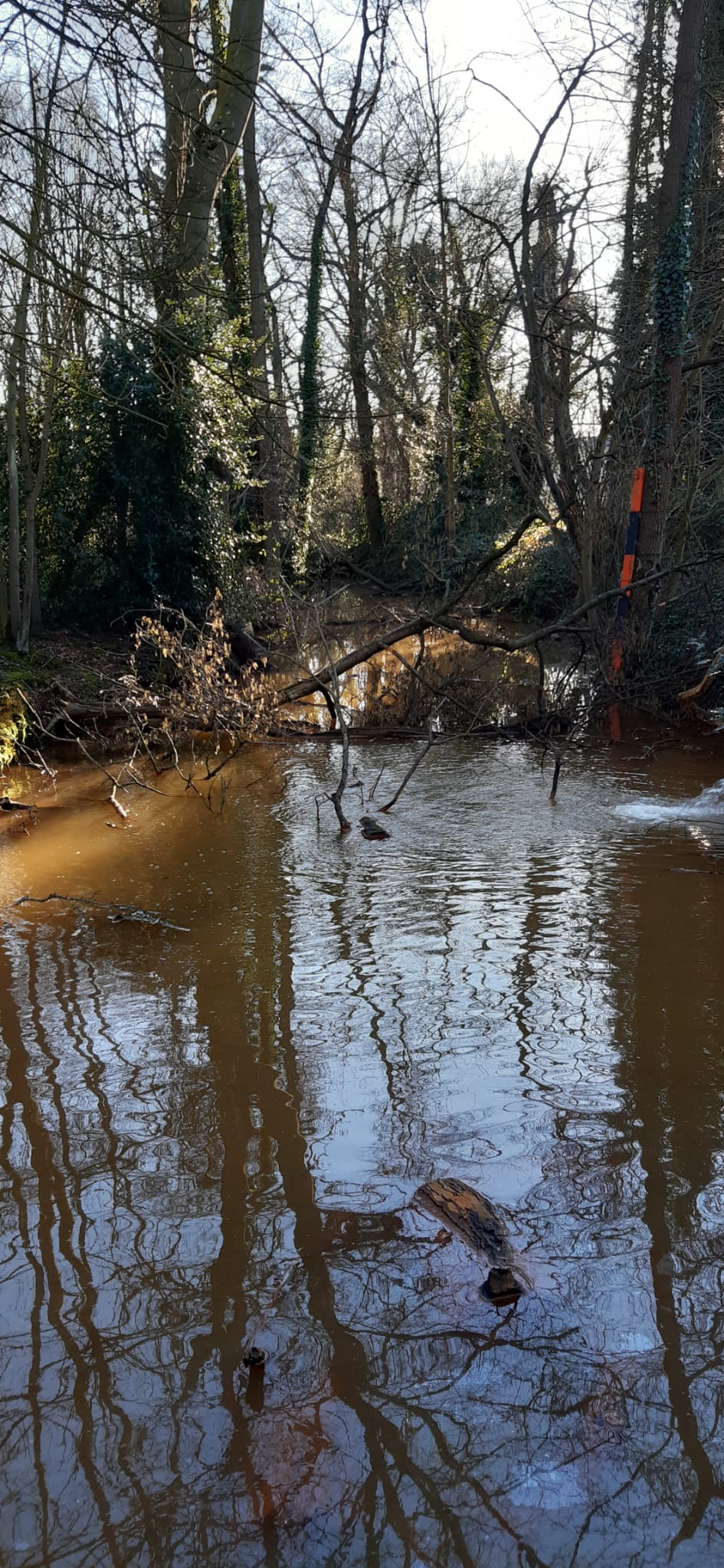
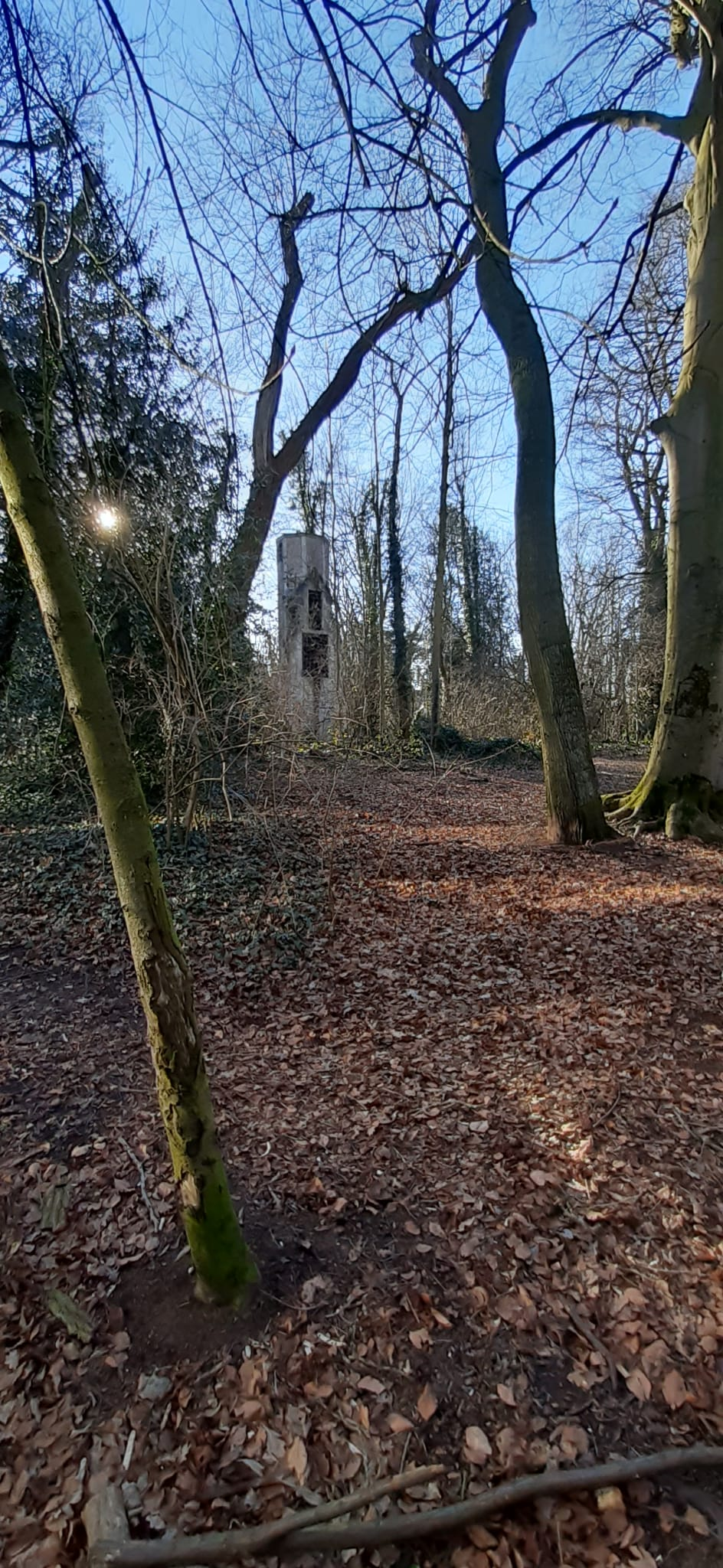
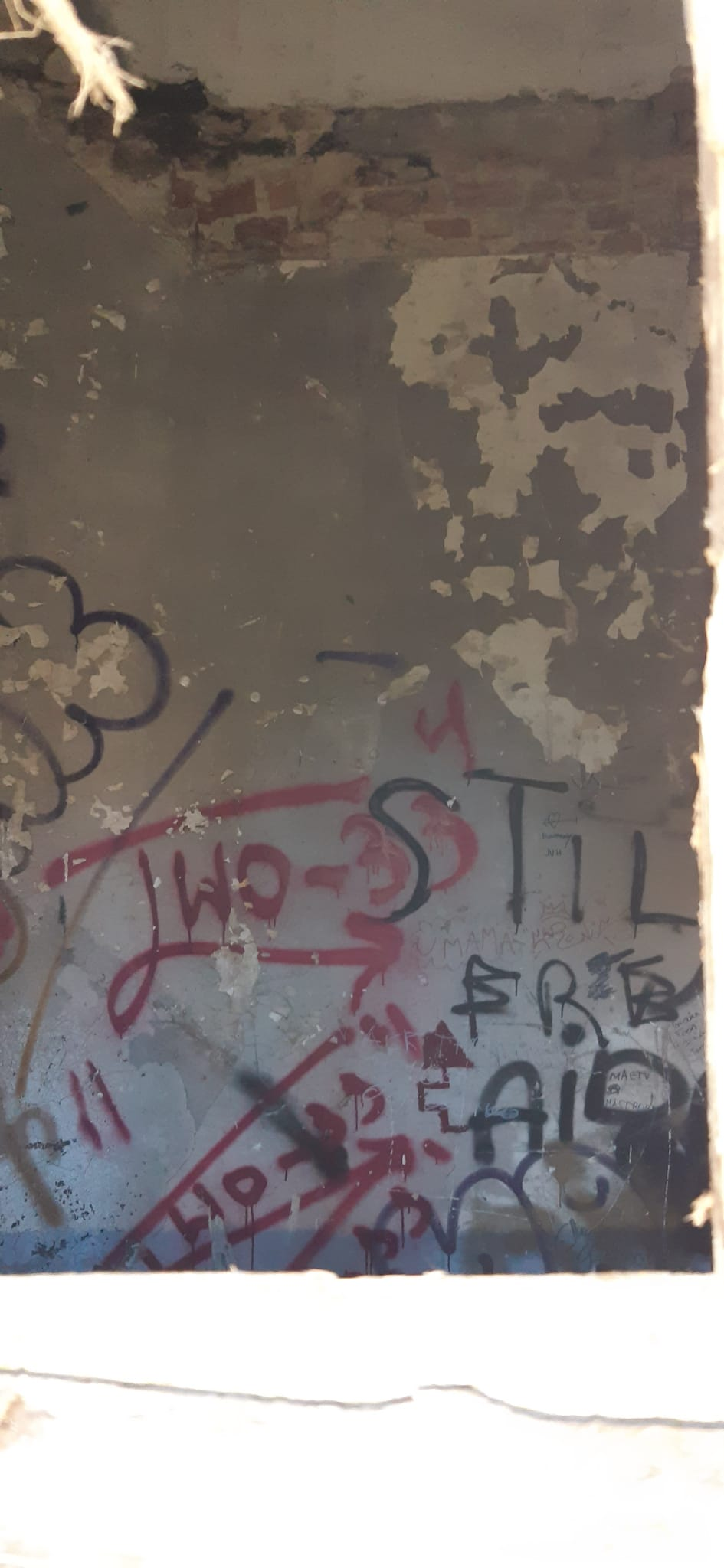
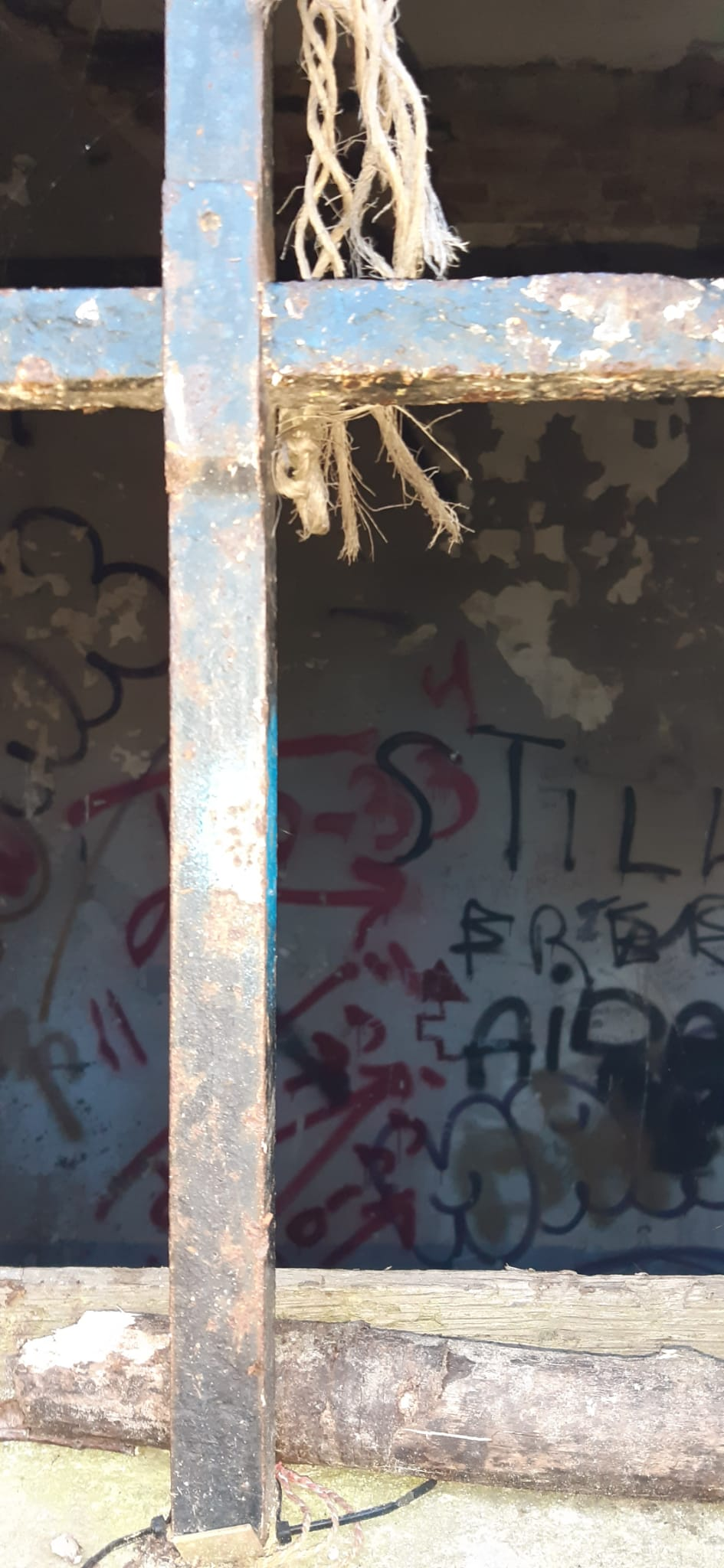
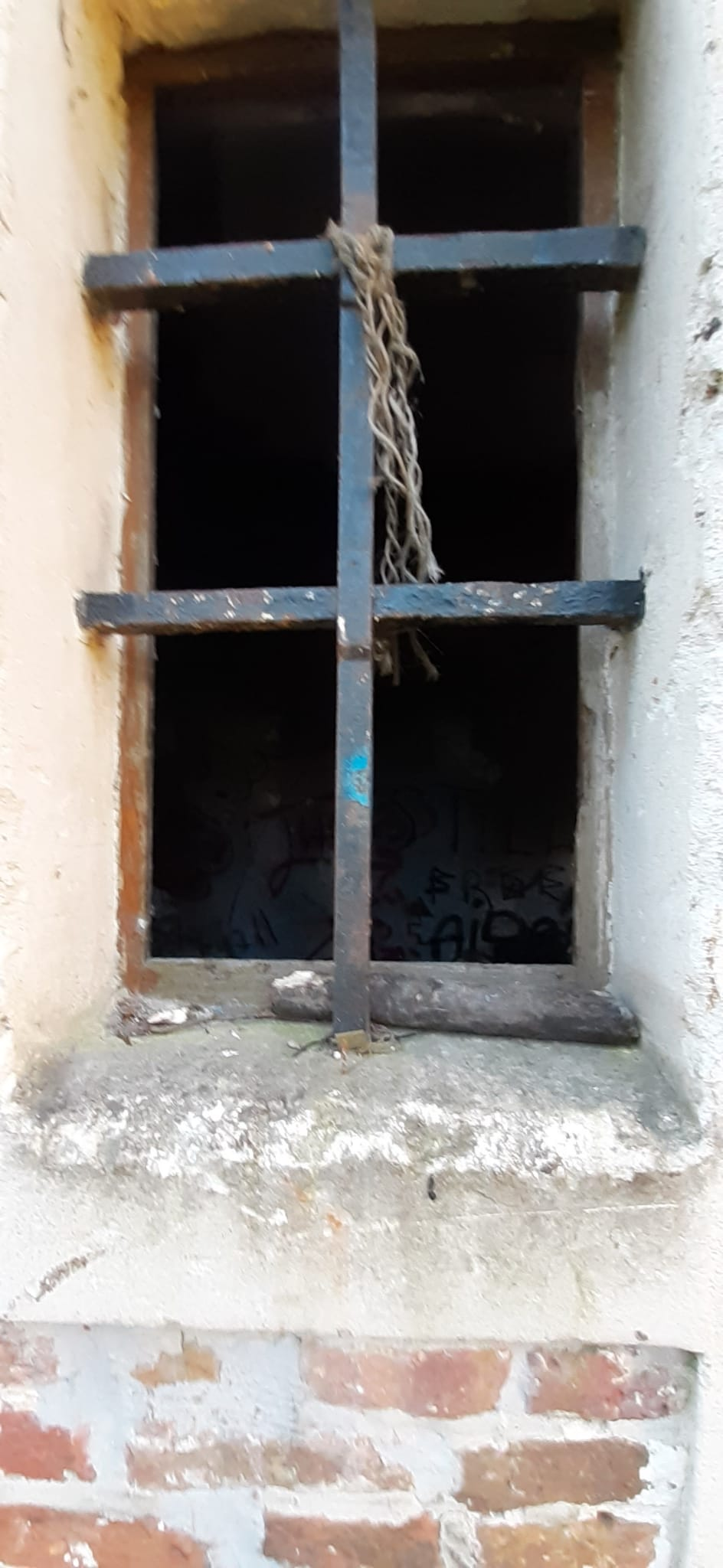
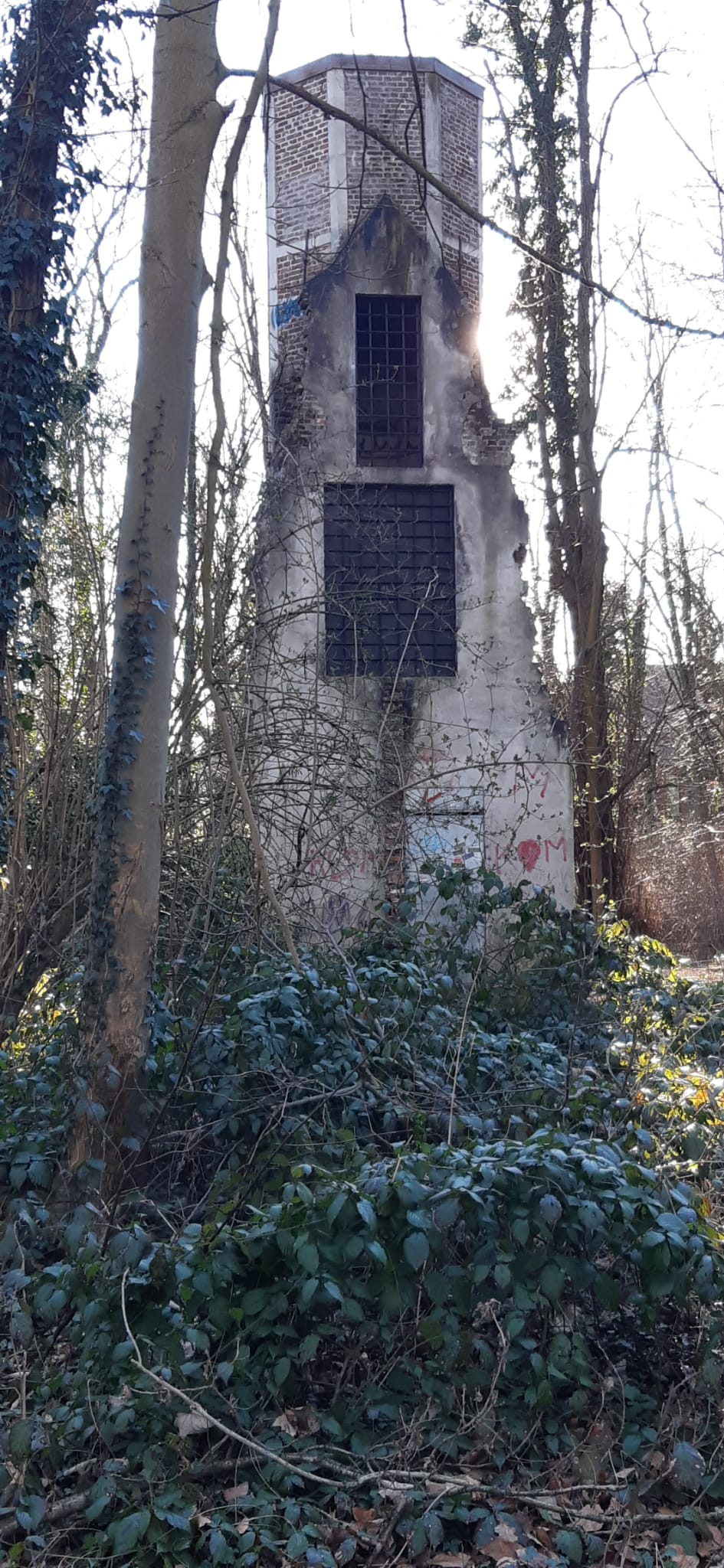
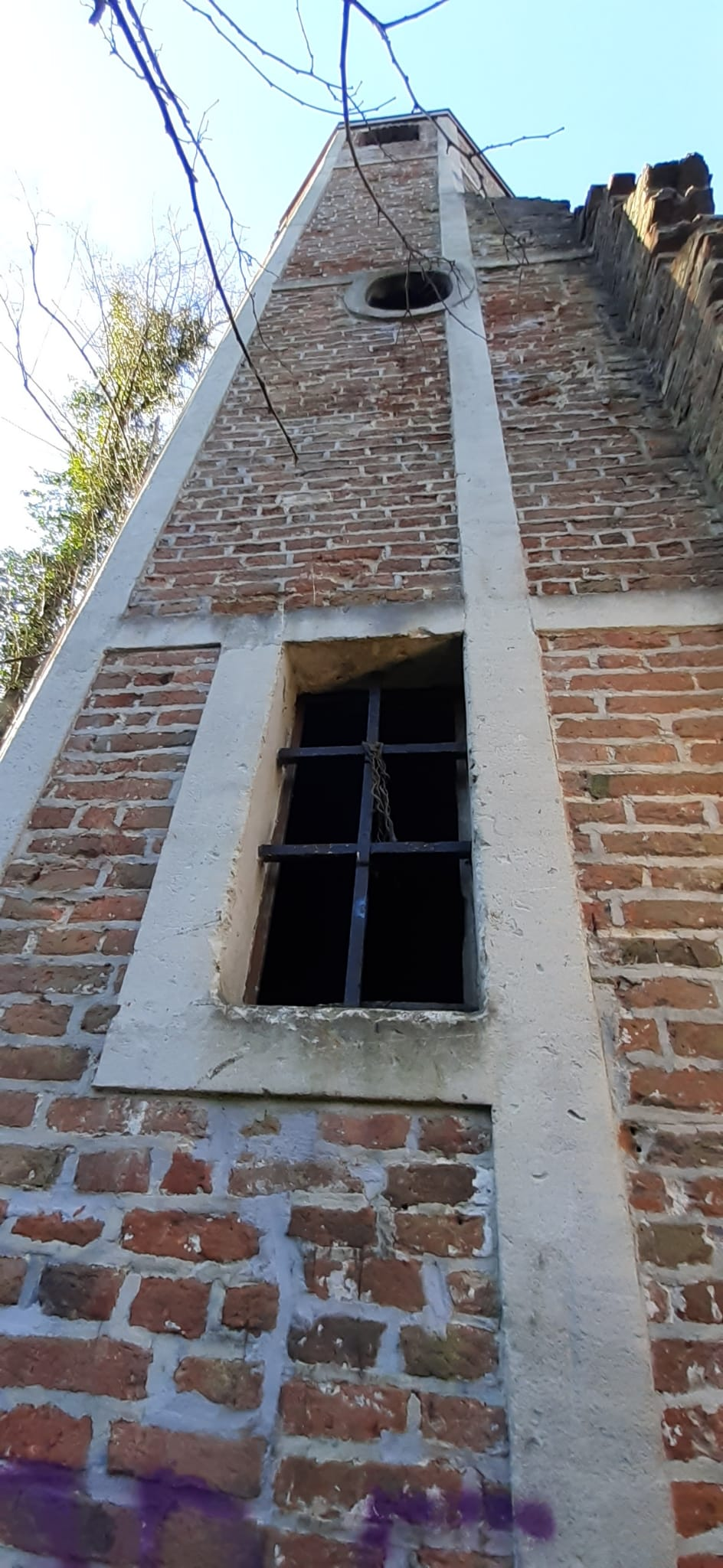
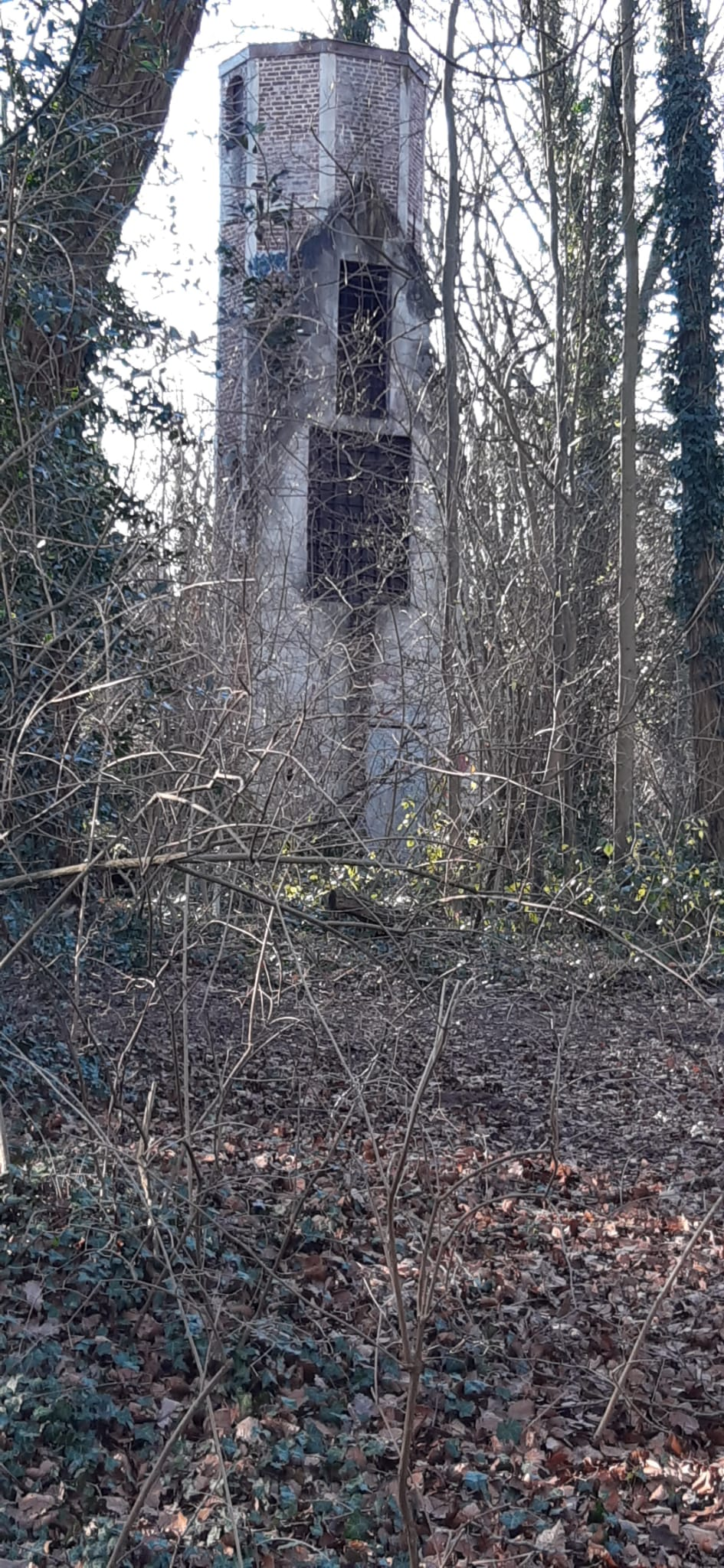
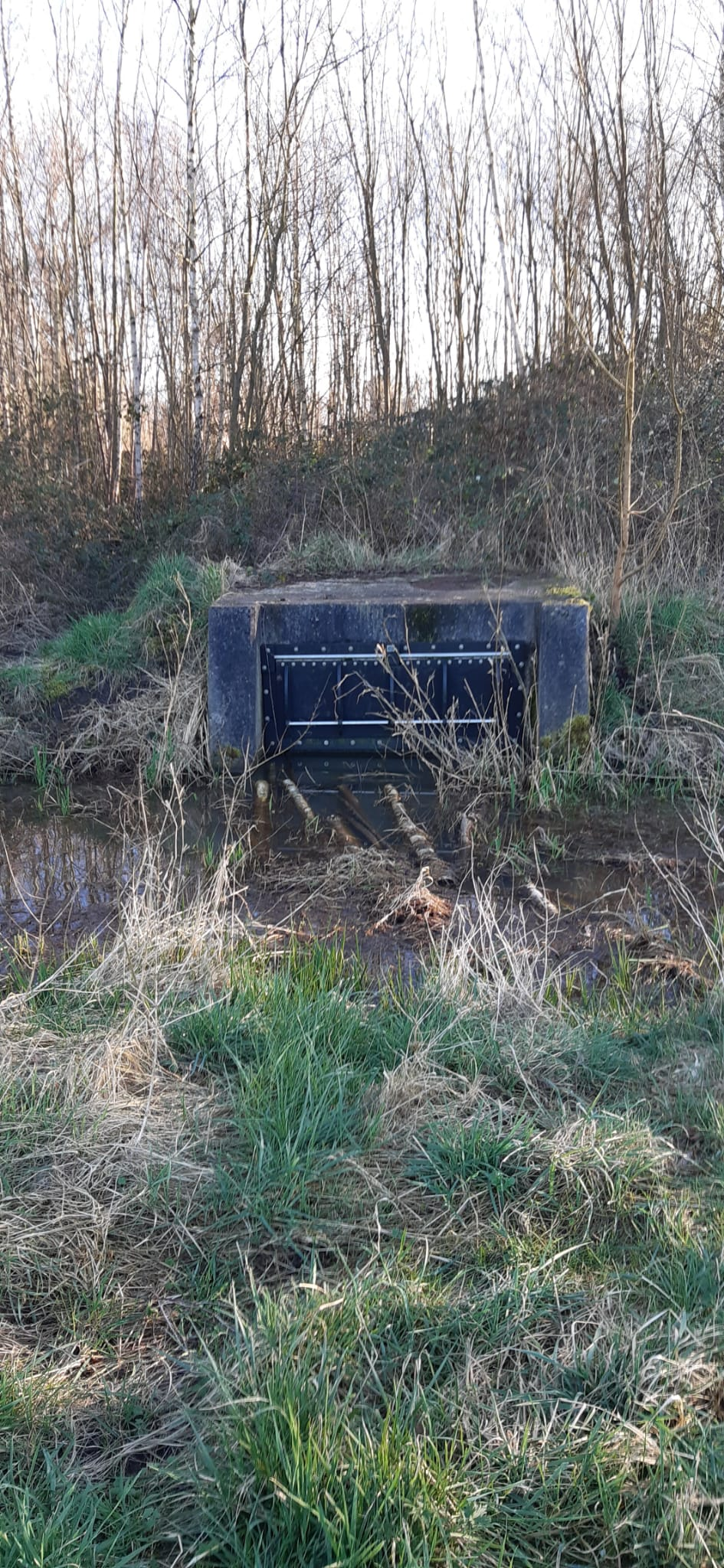
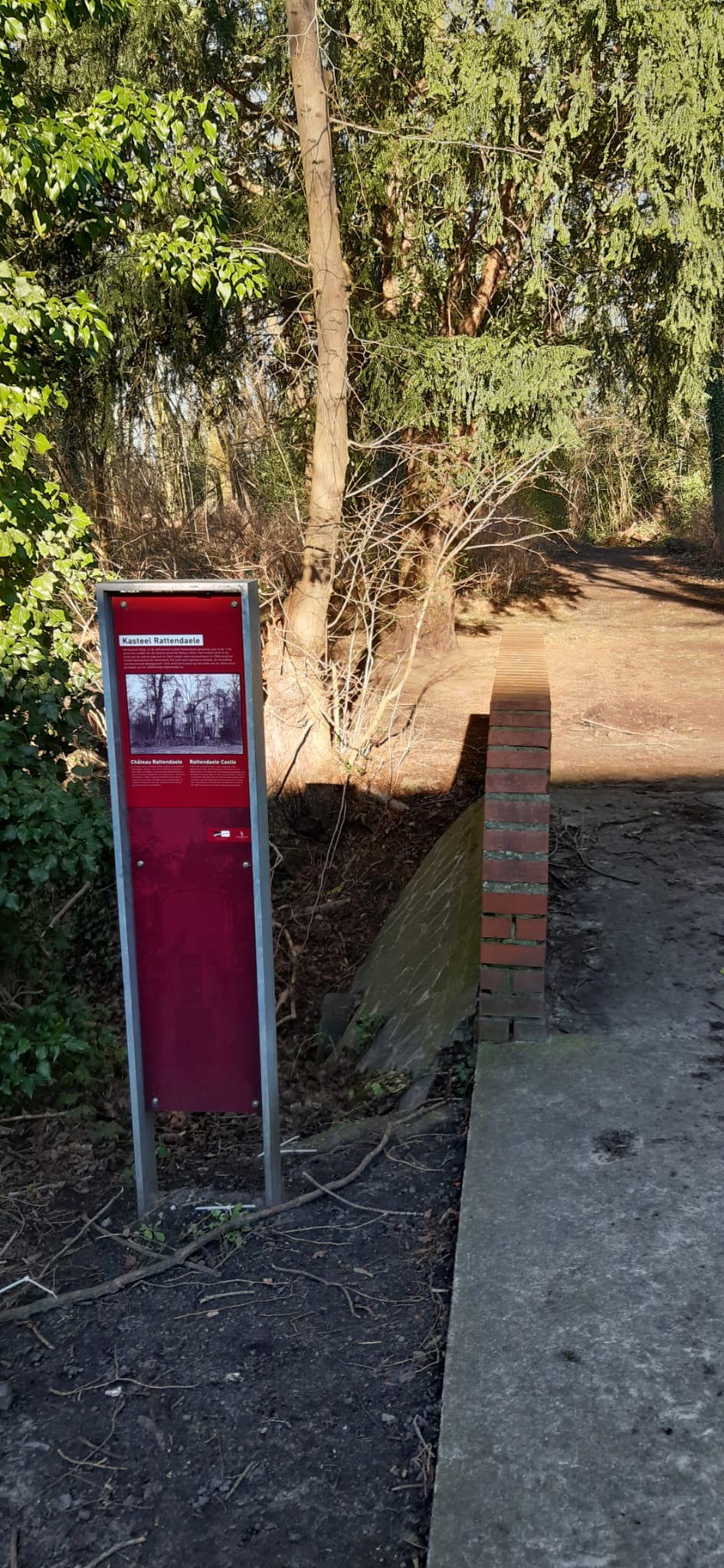
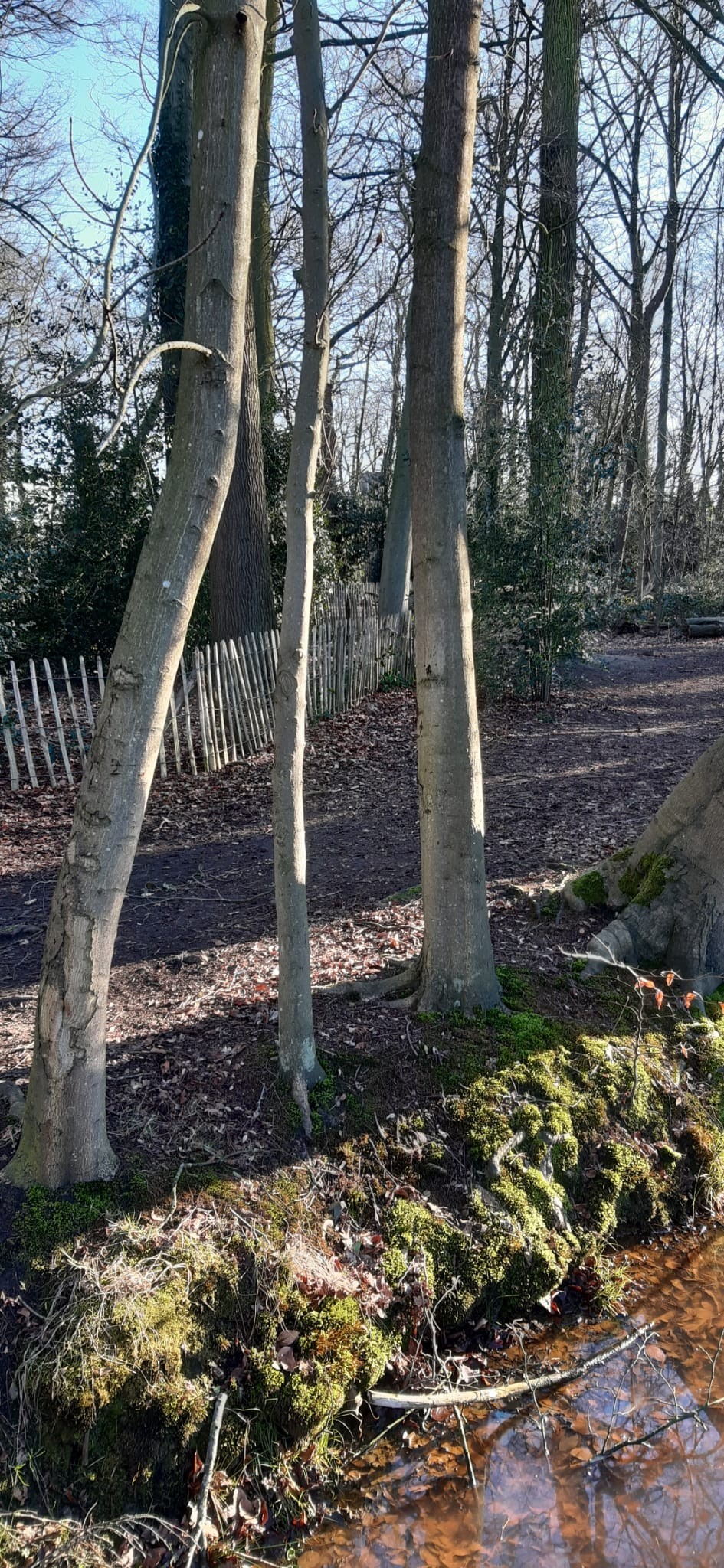
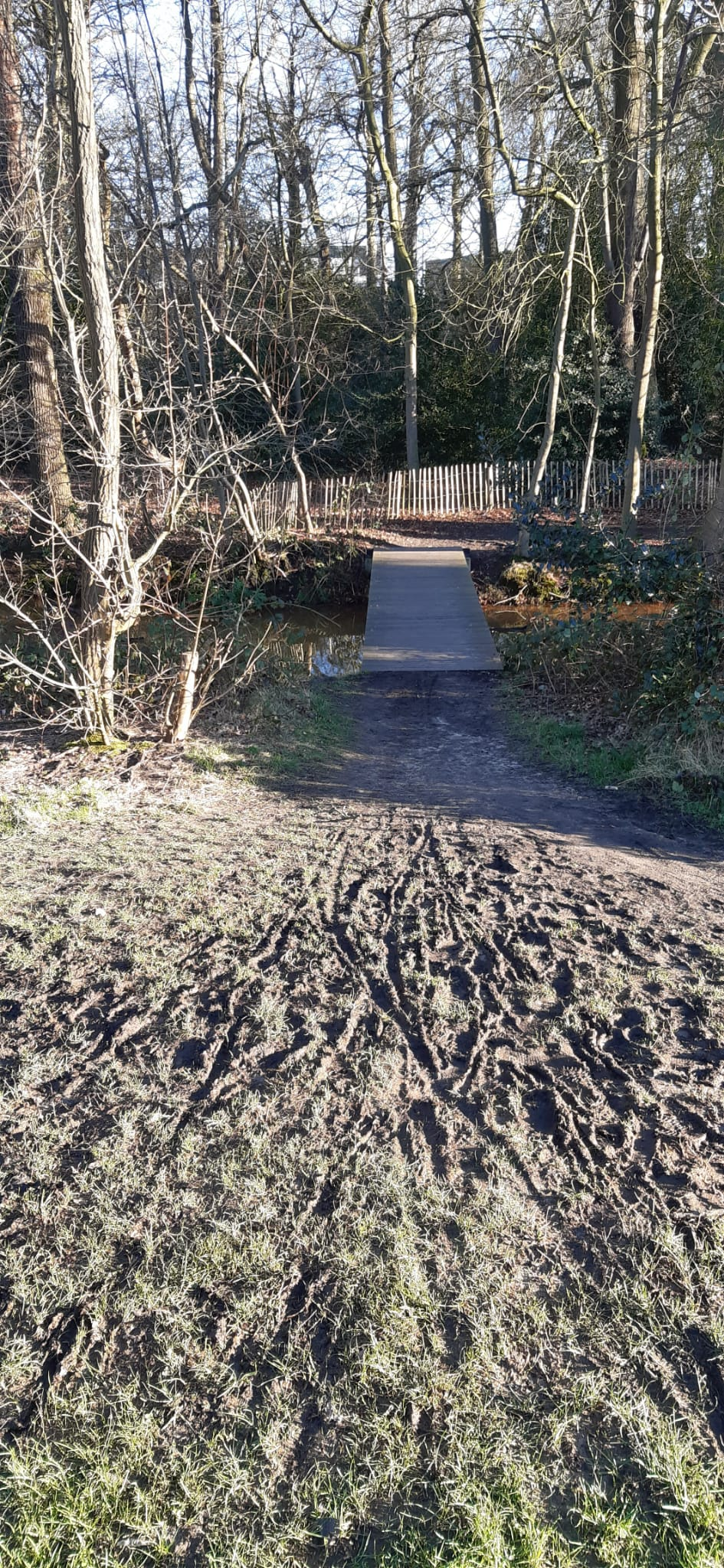